# 연규진
연규진(延圭眞, 1945년 12월 8일 ~ )은 대한민국의 배우로, 예명은 사용하지 않았다.
1964년 연극 배우로 첫 데뷔하였고 1969년 영화 《사나이 UDT》의 단역 출연을 통하여 영화 배우로 데뷔하였다. 
1969년 영화 《검은 비상선》에서 단역으로 출연하였고 1969년 TBC 동양방송 공채 탤런트로 정식 데뷔하였다.

## 학력
- 평창초등학교
- 원주중학교
- 원주고등학교
- 동국대학교 경제학과

## 출연작

### 영화
- 1984년 《형》
- 1985년 《사랑이 시작되는 날》
- 1985년 《졸업여행》
- 1987년 《성춘향》
- 2007년 《이장과 군수》

### 방송
- 1976년 《결혼 행진곡》(TBC)
- 1979년 《형사》(TBC → KBS)
- 1979년 《야 곰례야》(TBC)
- 1980년 《달동네》(TBC → KBS1)
- 1981년 《소망》(KBS1)
- 1981년 《지금은 사랑할 때》(KBS2)
- 1982년 《봄에는 개나리》(KBS1)
- 1984년 《객사》(KBS1)
- 1985년 《즐거운 우리집》 (KBS2)
- 1987년 《TV 문학관 - 눈보라》 (KBS2)
- 1986년 《형사 25시》(KBS2)
- 1987년 《진주탑》(KBS1)
- 1989년 《조명하》(KBS1)
- 1989년 《무풍지대》 (KBS2) ... 임화수 역
- 1989년 《토지》 (KBS1) ... 조준구 역
- 1990년 ~ 2002년 《가족오락관》 게스트 다수 출연 (KBS)
- 1990년 《대추나무 사랑걸렸네》 (KBS2 → KBS1) ... 황대성 역
- 1990년 《똠방각하》 (MBC) ... 김덕수 역
- 1990년 《1990년 12월 24일 눈 쏟아짐》 (KBS)
- 1991년 《내일은 봄》(KBS)
- 1991년 《이별의 시작》 (MBC) ... 김효준 역
- 1991년 《은하수를 아시나요》(SBS) ...도일 역
- 1992년 《숲속의 바람》 (KBS2) ...장문호 역
- 1995년 《좋은 남자 좋은 여자》 (KBS2)  ...김대호 역
- 1996년 《사랑할때까지》 (KBS1) ... 백동만 역
- 1997년 《미아리 일번지》 (SBS) ... 구만섭 역
- 1997년 《LA아리랑》 (SBS)
- 1997년 《영웅신화》 (MBC) ... 송인우 역
- 1997년 《남자 셋 여자 셋》 (MBC)
- 1998년 《삼김시대》 (SBS) ... 오원철 역
- 1999년 《누나의 거울》 (KBS1)
- 2000년 《성난 얼굴로 돌아보라》(KBS2) ...동훈 부 역
- 2000년 《좋은걸 어떡해》 (KBS1) ... 박기준 역
- 2000년 《가시고기》 (MBC) ... 민 과장 역
- 2001년 《매화연가》 (KBS1)
- 2001년 《동서는 좋겠네》 (KBS2) ... 윤학수 역
- 2001년 《학교 4》 (KBS2) ... 황대영 역
- 2001년 가정의 달 특집 드라마 《꿈꾸는 가족》 (KBS)
- 2002년 《당신 옆이 좋아》 (KBS1) ... 장씨(장중훈) 역
- 2004년 《영웅시대》 (MBC) ... 박춘삼 역
- 2005년 《바람꽃》 (KBS1) ... 최재규(56세) 역
- 2005년 《유행가가 되리》
- 2007년 《그대의 풍경》 (KBS1) ... 우광남 역
- 2008년~2009년 《가문의 영광》 (SBS) ... 이천갑 역
- 2010년 《바람불어 좋은 날》 (특별출연)  (KBS1) ... 최원배 역
- 2010년 《글로리아》 (MBC) ... 이준호(60대) 역
- 2012년 《산 너머 남촌에는 2》 (KBS1) ... 최한필 역

## CF
- 1978년 CJ헬스케어 산루프
- 1981년 서울우유협동조합 서울분유 알파-7
- 1984년 삼양식품 삼양 매운탕면
- 1985년 ~ 1989년 신일산업 (신일 고속 탈수기, 신일 네모난 밥솥)
- 1986년 삼일제약 부루펜 정
- 1987년 LG하우시스 럭스트롱
- 1987년 대일화학 대일시프
- 1987년 BYC 에어메리
- 1988년 ~ 1996년 오뚜기 전속모델 (Feat, 김영애) 진라면, 골드마요네즈, 케찹, 모닝스프, 옛날잡채, 옛날순우동, 3분요리, 참깨라면, 즉석국, 삐삐면, 짜장박사, 옛날제품, 후레쉬참치, 바몬드카레골드, 참기름, 초간편국, 라면박사, 로얄쇠고기카레, 일미짜장면, 육개장, 옛날멸치액젓, 라면박사, 선물세트.

## 수상 경력
- 1988년 KBS 연기대상 남자 우수연기상

## 경력
- 1996년 서울예술문화원 원장

## 같이 보기
- 마세라티